# Centro Médico Judío de Long Island
El Centro Médico Judío de Long Island (en inglés: Long Island Jewish Medical Center ) (LIJMC) es un hospital clínico y académico que forma parte del sistema de salud Northwell. Es un hospital de enseñanza de cuidados terciarios sin ánimo de lucro, que cuenta con 583 camas, y sirve a la gran zona metropolitana de Nueva York. 

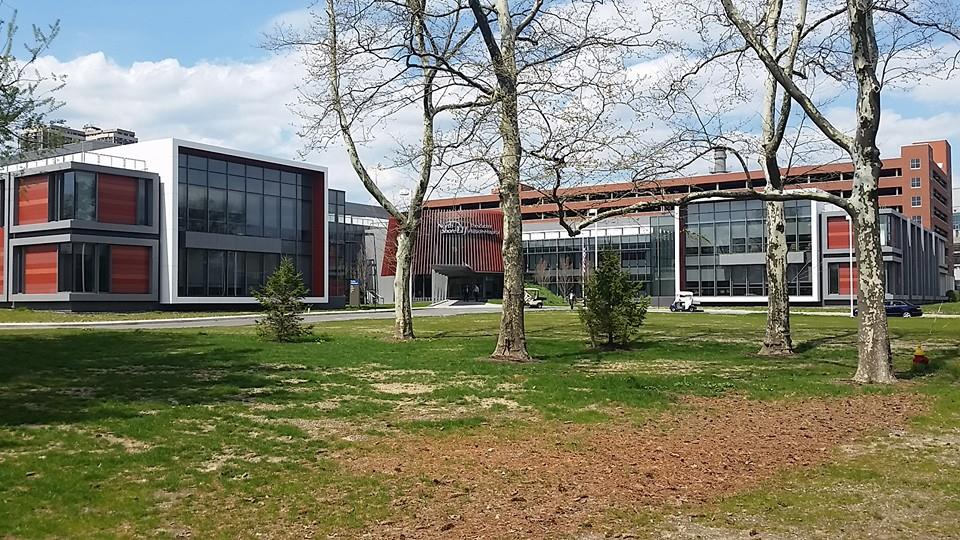
Imagen del Hospital Zucker Hillside, ubicado en Glen Oaks, Nueva York.

El campus tiene una área de 48 acres, unas 19 hectáreas aproximadamente, y se encuentra a unas 15 millas, unos 24 kilómetros al este de Manhattan, en la frontera entre el barrio de Queens y los condados de Nassau, Glen Oaks y Lake Success, en el Estado de Nueva York. Su dirección de correo postal está en New Hyde Park (en los números 11040 y 11042) a ambos lados de los límites de la ciudad.
LIMJC tiene tres componentes: el Hospital Judío de Long Island, el Centro Médico Para Niños Steven y Alexandra Cohen de Nueva York y el Hospital Zucker Hillside. El Hospital Judío de Long Island es un hospital de cuidados terciarios para pacientes adultos que cuenta con unas 452 camas, ofrece un servicio de diagnóstico avanzado y cuenta con una tecnología de tratamiento médico avanzada.
El centro tiene unas modernas instalaciones para el cuidado médico, quirúgico, obstétrico y dental. El centro funciona como un hospital de atención primaria y como un centro de enseñanza académica para la Escuela de Medicina Donald y Barbara Zucker y para el campus del Escuela de Medicina Albert Einstein en Long Island.  
El programa de graduación y educación médica del LIJMC es uno de los más grandes del Estado de Nueva York, y los programas son dirigidos por el personal facultativo del centro.
El personal del centro trabaja a tiempo completo e incluye a más de 500 médicos, que supervisan los cuidados en todas las especialidades principales, y participan en los programas extensivos de enseñanza e investigación. 
El centro médico está ubicado en el costado suroeste de las Torres North Shore. El centro fue fundado en 1954 por un grupo de nueve filántropos, entre ellos estaba el judío Jacobo H. Horowitz.
Los niños nacidos en el LIJMC, normalmente nacen en el Hospital Katz Para Mujeres, un centro que forma parte del complejo, y que está ubicado cerca del barrio de Queens. Los bebés nacen dentro de los límites de la ciudad de Nueva York, y no en el condado de Nassau.

## Personajes conocidos

### Nacimientos
- 12 de abril de 1961: Will Ninja, bailarín y coreógrafo.[2]
- 16 de noviembre de 1986: Omar Mateen, terrorista de la Masacre de la discoteca Pulse de Orlando.[3]

### Fallecimientos
- 14 de septiembre de 1992: Leon J. Davis, cofundador de 1199SEIU United Healthcare Workers East.[4]
- 11 de febrero de 1994: Saul Weprin, abogado y político.[5]
- 13 de noviembre de 1998: Red Holzman, jugador de baloncesto.[6]
- 25 de junio de 1999: Fred Trump, empresario y padre del expresidente Donald Trump.[7]